# 5 to 7
《5 to 7》은 2014년 공개된 미국의 로맨틱 코미디 드라마 영화이다.

## 줄거리
뉴욕의 24살 작가 브라이언은 33살 프랑스 여성 아리엘을 만나 사랑에 빠진다. 그러나 아리엘은 자신이 실은 아이 둘을 둔 유부녀이며, 남편인 외교관 발레리와는 개방 결혼 관계라 평일 오후 5시부터 7시까지로(5 to 7) 만남 시간을 한정하는 조건 하에서 서로의 외도를 허용하고 있다고 밝힌다. 브라이언은 당황하지만 아리엘과의 만남을 이어나가기로 결정한다.

## 출연
- 안톤 옐친 - 브라이언 블룸 역
- 베레니스 마를로 - 아리엘 피에르퐁 역
- 올리비아 설비 - 제인 헤이스팅스 역
- 랑베르 우일손 - 발레리 피에르퐁 역
- 프랭크 랜젤라 - 샘 블룸 역
- 글렌 클로스 - 알린 블룸 역
- 에릭 스톨츠 - 조너선 걸래시 역
- 데이비드 섀넌 - 문지기 짐 역